# 保羅·豪塞爾
保罗·豪塞尔（德語：Paul Hausser，1880年10月7日—1972年12月21日），是一名德国将领，在两次大战的战间期期间服役於魏玛防卫军，退役後加入武装亲卫队，并作为主要領導者之一。第二次世界大战时先参与过東西战场多起战役，並因战斗负重伤两次、瞎一眼；战后加入前武装亲卫队老兵互助會，积极爭取武装亲卫队的荣誉和法律地位。值得注意的是他在纽伦堡審判是作为证人而非战犯。最終军衔为大将。

## 早年生涯
豪塞爾出生在哈弗爾河畔布蘭登堡一個普魯士軍人家庭，父親庫爾特·豪塞爾是陸軍中校退役，於1892年子循父業加入德意志帝國陸軍，並於1896年於克斯林的軍官學校畢業，畢業後又再到柏林「帝國教導團」「普魯士軍官團」受訓於1899年以優異成績畢業，畢業後1899年3月20日起擔任德軍第155步兵營上尉營長，駐軍於波森省的奥斯特罗沃县。1903年10月1日轉任德軍第2步兵團參謀5年，直到1908年10月1日，豪塞爾被保送到位於首都柏林的戰爭學院學習，直到1911年7月21日畢業；1912年起平步青雲，第一次世界大戰時他作为雇员进入德軍參謀本部负责东线战事，后被提拔为德军高级参谋。戰後續留任於魏玛政权德軍（凡爾賽條約限制陸軍十萬人，能留任者多是菁英份子），1927年晉升上校。豪塞尔在1932年选择了以中将头衔退休。

## 1930年代
他在1932年1月31日自国家防卫军以陸軍中將官階退伍后，參加德國第一次世界大戰退伍軍人右翼政治組織鋼盔前線士兵聯盟，即成為這政治組織布蘭登堡—柏林分部領導；不久這組織與納粹前身「衝鋒隊」合併，在武裝親衛隊崛起取代「衝鋒隊」後成為武裝親衛隊重要成員之一，1934年11月成為武裝親衛隊上级领袖，1935年成為上校督導，1936年升遷為武裝親衛隊旅隊領袖。

## 第二次世界大戰
豪塞爾參與1939年波蘭戰役，職務是研究德軍與武裝親衛隊協同作戰的觀察員，1939年10月納粹黨SS-VT部隊開始組成，並新組織一個摩托化步兵師給豪塞爾統領，不久此師改名為武裝親衛隊第2裝甲師，取名「帝國」師，於1940年法國戰役中參戰並加入巴巴羅薩作戰，於1941年時獲得騎士鐵十字勳章，1943年時再獲得橡葉騎士鐵十字勳章，駐防諾曼第時又獲得橡葉帶劍騎士鐵十字勳章。在與蘇軍作戰時負傷多處且瞎一隻眼，康復後1943年6月帶領新組建的武裝親衛隊第2裝甲軍團在第三次卡爾可夫戰役時，德軍瀕臨崩潰，他毅然違抗希特勒再三清楚「不准撤退」命令，撤出德軍免被蘇軍包圍消滅。於1943年3月又奪回哈爾科夫，緊接著庫爾斯克戰役這場裝甲會戰，率領希特勒警衛旗隊裝甲軍參戰，下轄武裝親衛隊第3裝甲師、武裝親衛隊第2裝甲師；該役結束後，一個改編組後的新軍團交接給他，轄有武裝親衛隊第1、第2、第3、第9師、第10共五個裝甲師，由他率領馳援諾曼地登陸後的初步戰事， 當德軍第7軍團司令弗雷德里希·多爾曼病逝，便改予豪塞爾統領，經過法萊茲包圍戰後，豪塞爾放下他的大軍去養傷，因為他再度受到重傷，被子彈射過口頰。1944年8月，豪塞爾又升官為武裝親衛隊最高集團領袖，之後帶傷復出，擔任德國G集團軍司令（任期自1945年1月28日至4月3日），之後到德國5月初投降期間，他擔任阿爾貝特·凱塞林元帥司令部軍事參謀長。

## 私生活
1912年11月9日与伊莉莎白·格拉德（Elisabeth Gérard，1891年生）结婚，1913年生一女。

## 陸軍生涯略傳

### 升官年序
- 見習預官: 1892年
- : 1899年3月20日
- : 1909年8月19日
- : 1914年3月1日
- : 1918年3月22日
- : 1923年4月1日
- : 1927年11月1日
- : 1931年2月1日
- : 1932年1月31日
- : 1934年3月1日
- : 1934年11月15日
- : 1935年7月1日
- : 1936年5月22日
- : 1939年6月1日 und 中將: 1939年11月19日
- : 1941年10月1日
- : 1944年8月1日

### 獲得勳章
- 1914版二級鐵十字勳章
- 1914版一級鐵十字勳章
- 銀級重傷獎章（1942）
- 霍亨索倫王室勳章
- 黨衛軍榮譽戒指
- 騎士鐵十字勳章（1941）
- 橡葉騎士鐵十字勳章（1943）
- 橡葉佩劍騎士鐵十字勳章（1944）
- 1939版二級帶扣鐵十字勳章
- 1939版一級帶扣鐵十字勳章
- 四級帶劍巴伐利亞軍功勳章（英语：Military Merit Order (Bavaria)）
- 三級奧地利鐵冠勳章（英语：Order of the Iron Crown (Austria)）
- 腓特烈十字勳章（英语：Frederickscross）
- 一級帶劍腓特烈勳章（英语：Friedrich Order）
- 一級騎士十字阿爾伯特勳章（英语：Albert Order）

## 相關參考著作
豪塞尔写了多本关于SS和德国军事的书：
- Waffen-SS im Einsatz (Waffen-SS in Action), Pless Verlag,  (1953)
- Soldaten wie andere auch (Soldiers Like Any Other), Munin Verlag,  (1966)